# Дальний (Дубовский район)
Да́льний — хутор в Дубовском районе Ростовской области.
Входит в состав Присальского сельского поселения.

## Население
| 1989 | 2002 | 2010 |
| ---- | ---- | ---- |
| 113  | ↗117 | ↘113 |

## Улицы
Ну хуторе имеется один переулок: Дальний.